# Яманидзе, Шота Давидович
Шота́ Дави́дович Ямани́дзе (15 марта 1937, Тбилиси, СССР — 15 октября 1971, Тбилиси) — советский футболист, нападающий. Мастер спорта СССР (1956). Заслуженный мастер спорта СССР (1969).

## Биография
Заметно выделялся среди сверстников своим техническим арсеналом, поступил в специализированную 35-ю футбольную школу. В старших классах играл в первой команде школы.
В 1953 году по приглашению Арчила Кикнадзе попал в юношескую сборную Грузии, где стал капитаном и в том же году вместе с командой завоевал первое место среди юношеских сборных команд СССР.
В 1954 году старший тренер «Динамо» Тбилиси Борис Пайчадзе предложил Яманидзе перейти в команду. Дебютировал 14 августа в матче с киевским «Динамо» (0:0). В 1955 году, окончив школу с золотой медалью, поступил в ГПИ на строительный факультет.
Всю карьеру в 1954—1967 годах провёл в «Динамо». Сыграл в чемпионате 300 матчей, забил 65 голов. Был одним из лидеров «Динамо» первой половины 60-х годов. Выделялся хорошим дриблингом, техникой, организаторскими способностями, изобретательностью в игре.
Финалист Спартакиады народов СССР 1956 года в составе сборной Грузинской ССР.
В 1959 провёл один матч за олимпийскую сборную СССР против Болгарии (0:1).
Погиб 15 октября 1971 года на 35-м году жизни в автокатастрофе. Похоронен на Сабурталинском кладбище.

### Семья
Жена Тоджине Монцелидзе. Дочь Ирина, сын Дато.

## Достижения
- Чемпионат СССР
  - Чемпион: 1964
  - Бронзовый призёр (3): 1959, 1962 1967
- Финалист Кубка СССР 1960
- В списке 33 лучших футболистов сезона в СССР (3): 1961, 1962 (№ 3), 1964 (№ 1).